# Impulse! Records
Impulse! Records bylo americké hudební vydavatelství specializující se na jazz. Založil jej v roce 1960 producent Creed Taylor, který však brzy po založení odešel a vedení Impulse! se ujal Bob Thiele. Zpočátku u vydavatelství vydávali například John Coltrane, Kai Winding nebo Max Roach. Z mladších umělců to byli například Diana Krall, Donald Harrison nebo Danilo Pérez.